# Xenimpia informis
Xenimpia informis är en fjärilsart som beskrevs av Swinhoe 1904. Xenimpia informis ingår i släktet Xenimpia och familjen mätare. Inga underarter finns listade i Catalogue of Life.